# Economia Donut (modelo econômico)

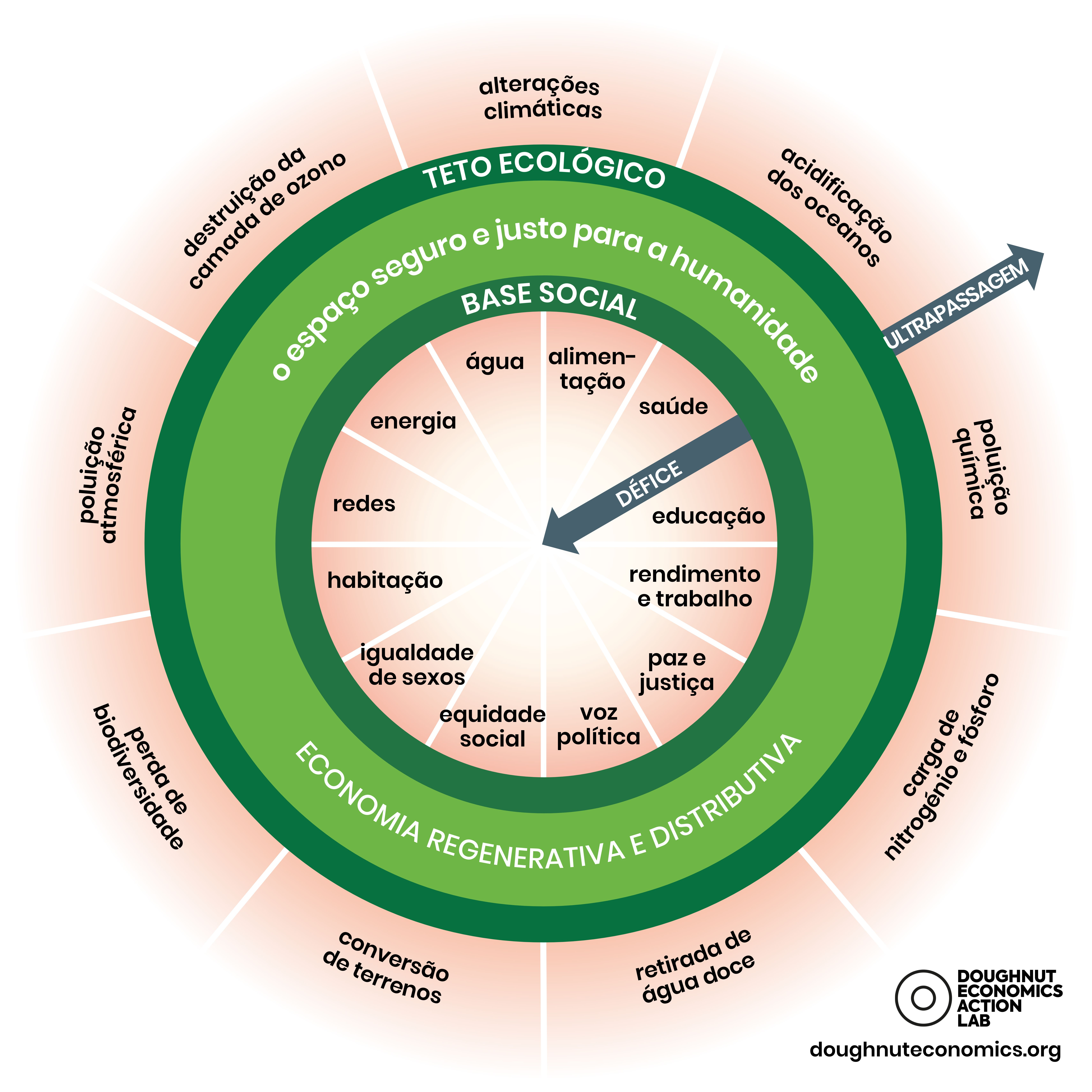
Diagrama da Economia Donut que representa as bases sociais (em sua borda interna); e os tetos ecológicos (em sua borda externa). Entre as bordas interna e externa está o espaço justo e seguro onde a humanidade pode prosperar.

A Economia Donut é uma estrutura visual (em forma de uma rosquinha ou boia salva-vidas) para o desenvolvimento sustentável que combina o conceito de limites planetários com o conceito complementar de alicerces sociais. O nome deriva do formato em rosca do diagrama, ou seja, um disco com um buraco no meio. O buraco central no modelo representa a proporção de pessoas que não têm acesso aos bens essenciais à vida (como saúde, educação, equidade e assim por diante), enquanto a borda externa representa os tetos ecológicos (limites planetários) dos quais a vida depende e não devem ser ultrapassados. O diagrama foi desenvolvido pela economista da Universidade de Oxford, Kate Raworth, em seu artigo da Oxfam de 2012, A Safe and Just Space for Humanity. O conceito foi elaborado em seu livro de 2017 Economia Donut: Uma alternativa ao crescimento a qualquer custo e em um artigo publicado no periódico The Lancet Planetary Health.
O diagrama foi proposto para considerar o desempenho de uma economia na medida em que as necessidades das pessoas são atendidas sem ultrapassar os tetos ecológicos da Terra. O principal objetivo do novo modelo é reenquadrar os problemas econômicos e estabelecer novas metas. Nesse modelo, uma economia é considerada próspera quando todos os doze alicerces sociais são atendidos sem ultrapassar nenhum dos nove limites planetários. Essa situação é representada pela área entre os dois anéis, considerada por sua criadora como o espaço seguro e justo para a humanidade.
Kate Raworth observou que o conceito de limites planetários não leva em consideração o bem-estar humano (embora, se os ecossistemas terrestres morrerem, o bem-estar seria irrelevante). Ela sugeriu que os alicerces sociais deveriam ser combinados com a estrutura dos limites planetários. Combinando as métricas de acesso à emprego, educação, alimentação, água, serviços de saúde e energia aos indicadores ambientais dos limites planetários, é possível delimitar um espaço ambientalmente seguro compatível com a erradicação da pobreza e com uma condição de "direitos para todos". No espaço definido entre os limites planetários e os alicerces sociais equitativas, encontra-se uma área em forma de rosquinha onde existe um "espaço seguro e justo para a humanidade prosperar".

## Indicadores

### Fundamentos sociais
As fundações sociais são inspiradas nos objetivos sociais dos Objetivos de Desenvolvimento Sustentável das Nações Unidas. Estes são:
- Segurança alimentar
- Saúde
- Educação
- Renda e trabalho (o último não se limita ao emprego remunerado, mas também inclui coisas como tarefas domésticas)
- Paz e justiça
- Democracia
- Equidade social
- Igualdade de gênero
- Habitação
- Redes (ou capital social)
- Energia
- Água

### Limites Planetários
Os nove tetos ecológicos são derivados dos limites planetários apresentados por um grupo de pesquisadores das geociências liderados por Johan Rockström e Will Steffen. Estes são:
- Mudança climática – as emissões antropogênicas de gases de efeito estufa, como dióxido de carbono e metano, retêm o calor na atmosfera, alterando o clima da Terra.
- Acidificação dos oceanos – quando o dióxido de carbono antropogênico é absorvido pelos oceanos, ele torna a água mais ácida. Por exemplo, isso diminui a capacidade da vida marinha de desenvolver esqueletos e conchas.
- Poluição química — a liberação de materiais tóxicos na natureza reduz a biodiversidade e diminui a fertilidade dos animais (incluindo humanos).
- Ciclos biogeoquímicos do nitrogênio e do fósforo — o uso ineficiente ou excessivo de fertilizantes provoca seu escoamento para os corpos d'água, onde causam proliferação de algas que matam a vida subaquática.
- Uso da água doce - usar muita água doce pode secar as fontes e, consequentemente, danificar permanentemente ecossistemas;
- Mudanças no uso da terra – a conversão de terras para atividades econômicas (como a criação de estradas e agricultura intensiva) danifica ou remove o habitat da vida selvagem, remove sumidouros de carbono e perturbam os ciclos naturais.
- Perda de biodiversidade — a atividade econômica pode causar uma redução no número e variedade de espécies. Isso torna os ecossistemas mais vulneráveis e pode diminuir sua capacidade de sustentar a vida e fornecer serviços ecossistêmicos.
- Aerossóis na atmosfera — a emissão de aerossóis (pequenas partículas) tem um impacto negativo na saúde das espécies. Também pode afetar os padrões da precipitação da chuva.
- Destruição da camada de ozônio — algumas atividades econômicas emitem gases que danificam a camada de ozônio. Como a camada de ozônio protege a Terra da radiação ultravioleta nociva, seu esgotamento resulta, por exemplo, em câncer de pele em animais.

## Crítica à teoria econômica dominante
O modelo donut é uma coleção de objetivos que podem ser atingidos por meio de diferentes ações de diferentes atores, e não inclui modelos específicos relacionados a mercados ou comportamento humano. O livro Donut Economics consiste em um conjunto de críticas e de perspectivas que sociedade como um todo deve almejar. As críticas encontradas no livro são direcionadas a determinados modelos econômicos e sua base comum.
Os modelos econômicos dominantes do século XX, definidos aqui como os mais ensinados em cursos introdutórios de Economia ao redor do mundo, são neoclássicos. O Fluxo Circular publicado por Paul Samuelson em 1944 e as curvas de oferta e demanda publicadas por William S. Jevons em 1862 são exemplos canônicos de modelos econômicos neoclássicos. Focados nos fluxos de dinheiro dentro de uma unidade administrativa e descrevendo suas preferências matematicamente, esses modelos ignoram os ambientes nos quais estão inseridos: em mentes humanas, na sociedade, na cultura e e no meio ambiente. Essa omissão era viável enquanto a população humana não sobrecarregasse coletivamente os sistemas terrestres, o que não é mais o caso. Além disso, esses modelos foram criados antes que pesquisas e testes estatísticos fossem possíveis. Baseavam-se em pressupostos sobre o comportamento humano convertendo-os em "fatos estilizados". As origens desses pressupostos são filosóficas e pragmáticas. Eles simplificam e distorcem as reflexões de pensadores como Adam Smith, transformando-as em gráficos que se assemelham ao movimento dos corpos na mecânica newtoniana, para que pareçam ser de uso prático para a previsão, por exemplo, da escolha do consumidor.
O corpo da teoria econômica neoclássica cresceu e se tornou mais sofisticado ao longo do tempo. Na década de 1930, o paradigma econômico estava vinculado à teoria keynesiana mas, após a década de 1960, o monetarismo ganhou proeminência. Apesar desse desvio, mesmo com a mudança das recomendações políticas, um elemento permaneceu: o homo economicus (homem econômico racional), a persona na qual as teorias foram baseadas. Raworth, a criadora da Economia Donut, denuncia essa invenção literária como perversa, por conta dos seus efeitos no comportamento dos estudantes de economia que, ao internalizarem essas suposições sobre a natureza humana, passam a agir de maneira mais egoísta. Exemplos desse fenômeno em ação foram documentados em diversas pesquisas, assim como os efeitos na erosão da confiança e da comunidade no bem-estar humano.

## Economias reais na perspectiva do Donut

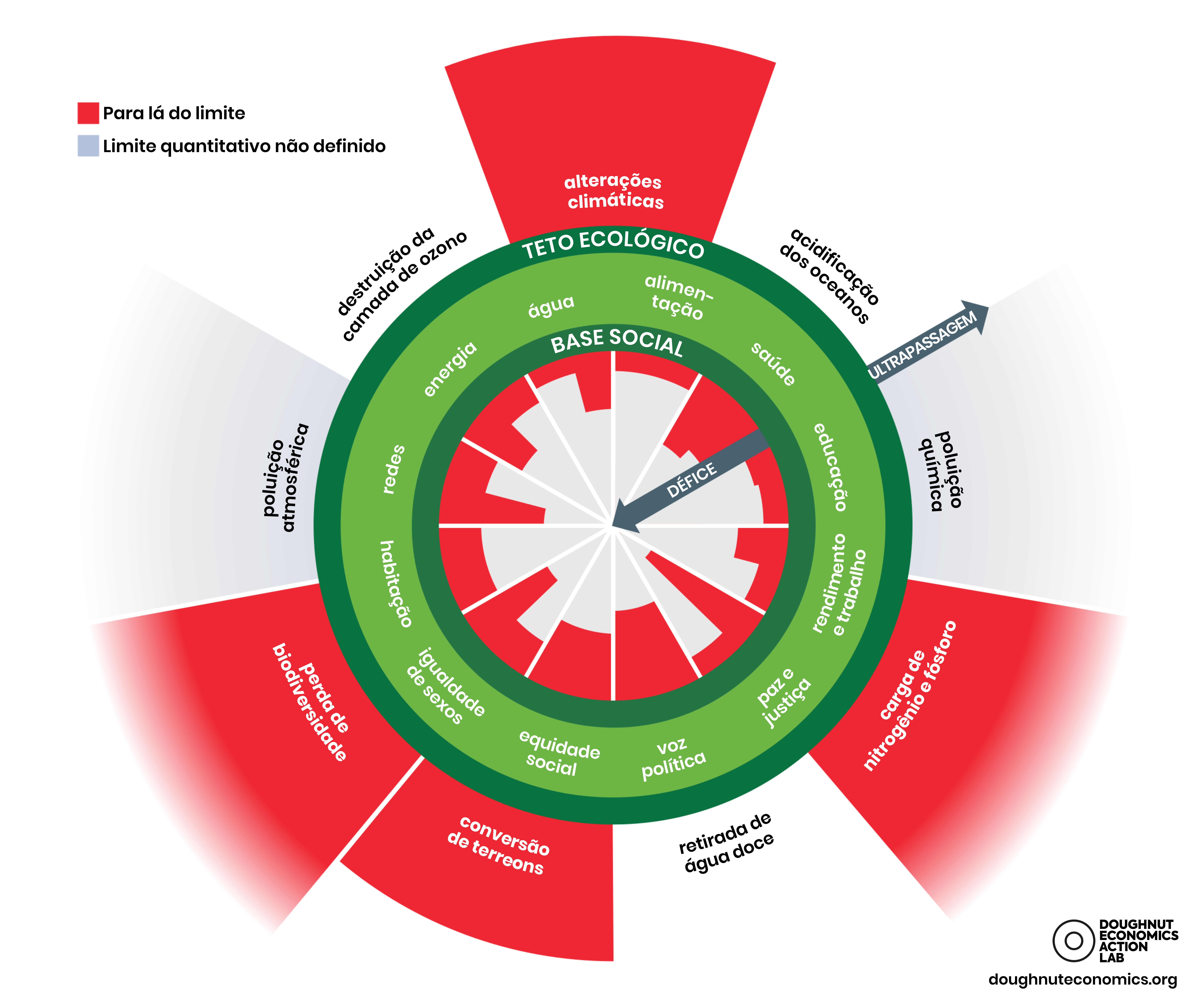
Diagrama da Economia Donut que, em sua borda interna, representa as bases sociais (das quais nenhuma foi atingida); e, em sua borda externa, os tetos ecológicos (dos quais quatro já foram ultrapassados).

Kate Raworth explica que a economia donut se baseia na premissa de que "o desafio da humanidade no século XXI é atender às necessidades de todos dentro das possibilidades do planeta. Em outras palavras, assegurar que ninguém fique aquém do essencial para a vida (de alimentação e moradia a saúde e voz política), ao mesmo tempo em que devemos garantir que, coletivamente, não excedamos nossa pressão sobre os sistemas de suporte à vida na Terra, dos quais dependemos fundamentalmente - tais como um clima estável, solos férteis e uma camada protetora de ozônio. O Donut das fronteiras sociais e planetárias é uma nova maneira de enxergar esse desafio e atua como uma bússola para o progresso humano neste século."Apoiando-se nos estudos das geociências e da economia, Raworth mapeia as deficiências sociais e sobrecargas dos sistemas terrestres.
Raworth afirma que "um crescimento significativo do PIB é muito necessário" para que os países de baixa e média renda possam atingir as metas dos alicerces sociais para seus cidadãos.

A estrutura Donut foi usada para mapear o desempenho socioambiental localizado na Bacia do Lago Erhai (China), na Escócia, no País de Gales, no Reino Unido, na África do Sul, na Holanda, na Índia, globalmente e muitos outros.
Em abril de 2020, Kate Raworth foi convidada a participar do planejamento econômico pós-pandemia na cidade de Amsterdã.
Um estudo empírico que aplicou o modelo donut em várias economias mostrou que em 2018 nenhum dos 150 países avaliados foi capaz de, simultaneamente, satisfazer as necessidades básicas de seus cidadãos e manter um nível sustentável de uso de recursos.

## Críticas
O economista sérvio-americano Branko Milanovic afirmou que, para economia donut se tornar popular, as pessoas teriam que "magicamente" se tornar "indiferentes à nossa qualidade de vida em comparação com os outros, e realmente não se importar com riqueza e renda."